# Lepanthes simplex
Lepanthes simplex är en orkidéart som beskrevs av Henry August Hespenheide. Lepanthes simplex ingår i släktet Lepanthes och familjen orkidéer. Inga underarter finns listade i Catalogue of Life.